# Двојна врата у Пули
Двојна врата (итал. Porta Gemina) саграђена су на остацима ранијих врата с декоративном функцијом улаза у античко позориште.
Једноставне су конструкције с два пролаза са луковима и три полустуба украшена капителима. Рељефни венац цели склоп повезује у хармоничну целину. У горњем делу свода лукова уочавају се прорези за спуштање решетака којима су се врата затварала. На горњем средишњем плоча а натписом од белог мрамора која помиње Lucija Menacija Priska који је о личном трошку од 40.000 сестерцијa саградио један од градских водовода.
Двојна врата једна су од десетак врата која су чинила саставне делове градских зидина града Пуле. У близини Двојних врата пронађени су остаци делом реконструисаног осмоуганоног маузолеја из 2. односно 3. века. Кроз Двојна врата улази се у двориште које води према Археолошком музеју Истре и Малом римском позориште, односно Каштелу.